# Hoa hậu Nam Phi 2021
Hoa hậu Nam Phi 2021 là cuộc thi Hoa hậu Nam Phi lần thứ 63 được tổ chức vào ngày 16 tháng 10 năm 2021 tại Grand West Arena, Cape Town. Hoa hậu Nam Phi 2020 - Shudufhadzo Musida đã trao lại vương miện cho Lalela Mswane.

## Kết quả

### Thứ hạng
| Kết quả              | Thí sinh                                                    |
| -------------------- | ----------------------------------------------------------- |
| Hoa hậu Nam Phi 2021 | - KwaZulu-Natal – Lalela Mswane                             |
| Á hậu                | - Đông Cape – Zimi Mabunzi - Gauteng – Moratwe Masima       |
| Top 5                | - Tây Cape – Bianca Bezuidenhout - Tây Cape – Jeanni Mulder |

## Thí sinh tham gia
Cuộc thi tổng cộng có 10 thí sinh tham gia:
| Thí sinh             | Tuổi | Tỉnh          | Quê quán            |
| -------------------- | ---- | ------------- | ------------------- |
| Bianca Bezuidenhout  | 22   | Tây Cape      | Strand              |
| Kgothatso Dithebe    | 26   | Gauteng       | Centurion           |
| Tiffany Francis      | 22   | Gauteng       | Mulbarton           |
| Catherine Groenewald | 23   | Tây Cape      | Constantia          |
| Cheneil Hartzenberg  | 24   | Gauteng       | Meredale            |
| Zimi Mabunzi         | 26   | Đông Cape     | King William's Town |
| Moratwe Masima       | 24   | Gauteng       | Atholl              |
| Kaylan Matthews      | 25   | Đông Cape     | Port Elizabeth      |
| Lalela Mswane        | 24   | KwaZulu-Natal | Richards Bay        |
| Jeanni Mulder        | 24   | Tây Cape      | Sea Point           |